# Klas Hedlund

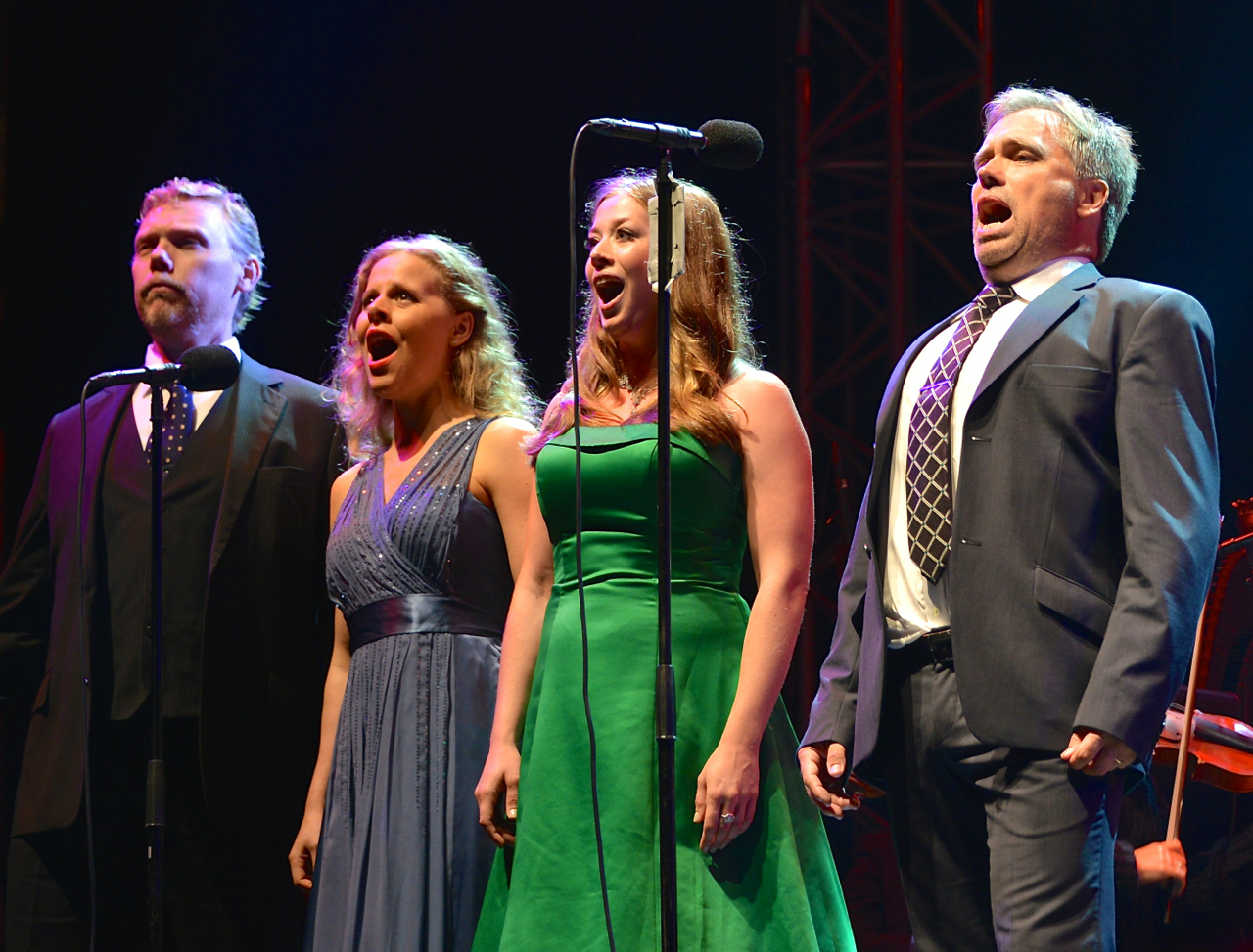
Klas Hedlund och vokalisterna Karl-Magnus Fredriksson, Sara Widén och Magdalena Risberg under Stockholms Kulturfestival 2013.

Klas Johan Hedlund, född 13 juli 1963 i Brämhults församling, Älvsborgs län, är en svensk operasångare (tenor) på Kungliga Operan samt revyartist.
Hedlund är utbildad vid Operastudio 67 och Operahögskolan i Stockholm. Han debuterade som Alfred i Johann Strauss den yngres Läderlappen på Folkoperan 1992. Han är engagerad vid Kungliga operan där han bland annat gjort roller som don Ottavio i Don Giovanni, Tamino i Trollflöjten, greve Almaviva i Barberaren i Sevilla och hertigen i Rigoletto. Han har dessutom varit verksam vid Drottningholms slottsteater, Norrlandsoperan, Malmö Opera och Finlands nationalopera.
Han har medverkat vid skivinspelningar av bland annat Bachs Matteuspassionen och Mässa i h-moll under Eric Ericson.
Hedlund har även haft en roll i Scalarevyn.

## Priser och utmärkelser
- 2000  – Gunn Wållgren-stipendiet
- 2004 – Jussi Björlingstipendiet

## Roller (urval)
- Flavio i Norma av Bellini
- Andres i Wozzeck av Alban Berg
- Nemorino i Kärleksdrycken av Donizetti
- Ernesto i Don Pasquale av Donizetti
- Ecclitico i Livet på månen av Joseph Haydn
- Tamino i Trollflöjten av Mozart
- Don Ottavio i Don Juan (Don Giovanni) av Mozart
- Ferrando i Così fan tutte av Mozart
- Biktfadern i Karmelitsystrarna av Poulenc
- Greve Almaviva i Barberaren i Sevilla av Rossini
- Alfred i Läderlappen av Johann Strauss d.y.
- Narraboth i Salome av Richard Strauss
- Flamand och En italiensk tenor i Capriccio av Richard Strauss
- Greve Lerma i Don Carlos av Verdi
- Borsa och Hertigen i Rigoletto av Verdi
- Gastone och Alfredo i La traviata av Verdi
- Froh i Rhenguldet av Wagner

## Teater
| År   | Roll                     | Produktion                                         | Regi                | Teater          |
| ---- | ------------------------ | -------------------------------------------------- | ------------------- | --------------- |
| 2017 | Leif "Fisken" Hermansson | Glada änkan Franz Lehár, Victor Léon och Leo Stein | Ole Anders Tandberg | Kungliga Operan |
| 2021 | Medverkande              | Scalarevyn Henrik Dorsin                           | Michael Lindgren    | Scalateatern    |